# یان لولر
یان لولر (انگلیسی: Ian Lawlor؛ زادهٔ ۲۷ اکتبر ۱۹۹۴) بازیکن فوتبال اهل جمهوری ایرلند است.
از باشگاه‌هایی که در آن بازی کرده است می‌توان به باشگاه فوتبال بارنت، باشگاه فوتبال دونکستر راورز، باشگاه فوتبال منچستر سیتی، و باشگاه فوتبال بری اشاره کرد.
وی همچنین در تیم‌های ملی فوتبال Republic of Ireland national under-19 football team و زیر ۲۱ سال جمهوری ایرلند بازی کرده است.